# Garching an der Alz
Garching an der Alz (ufficialmente Garching a. d. Alz, letteralmente "Garching sull'Alz") è un comune tedesco situato nel land della Baviera, fa parte del circondario di Altötting.

## Geografia fisica
Il comune si trova nell'area chiamata Alztal, 30 chilometri a nord del lago Chiemsee e 20 chilometri a nord del lago di Waging, sulla Strada Federale 299. Il fiume Alz, da cui prende il nome la cittadina, è affluente del lago Chiemsee (spesso indicato come il "mare bavarese").

## Storia
Garching a.d.Alz ha origini antiche, i primi cenni risalgono al 798 d.C., viene citata in come stabilimento negli elenchi delle merci nel commercio del sale. Nella sua storia ricca di eventi, Garching a.d.Alz è principalmente ricordata dallo scontro fra la Baviera e Salisburgo per il controllo di questa regione.
La grande espansione del comune è iniziata tuttavia soltanto intorno agli inizi del XX secolo, insieme allo sviluppo della Bayerische Tauernbahn (linea ferroviaria Mühldorf–Freilassing).

## Amministrazione
La municipalità di Garching a.d. Alz è costituita da diverse località: Garching, Hart a.d. Alz, Hartfeld, Wald a.d. Alz e Mauerberg.

### Gemellaggi
- Laa an der Thaya, dal 2003
- Collesalvetti, dal 2003

## Galleria di fotografie di Garching an der Alz

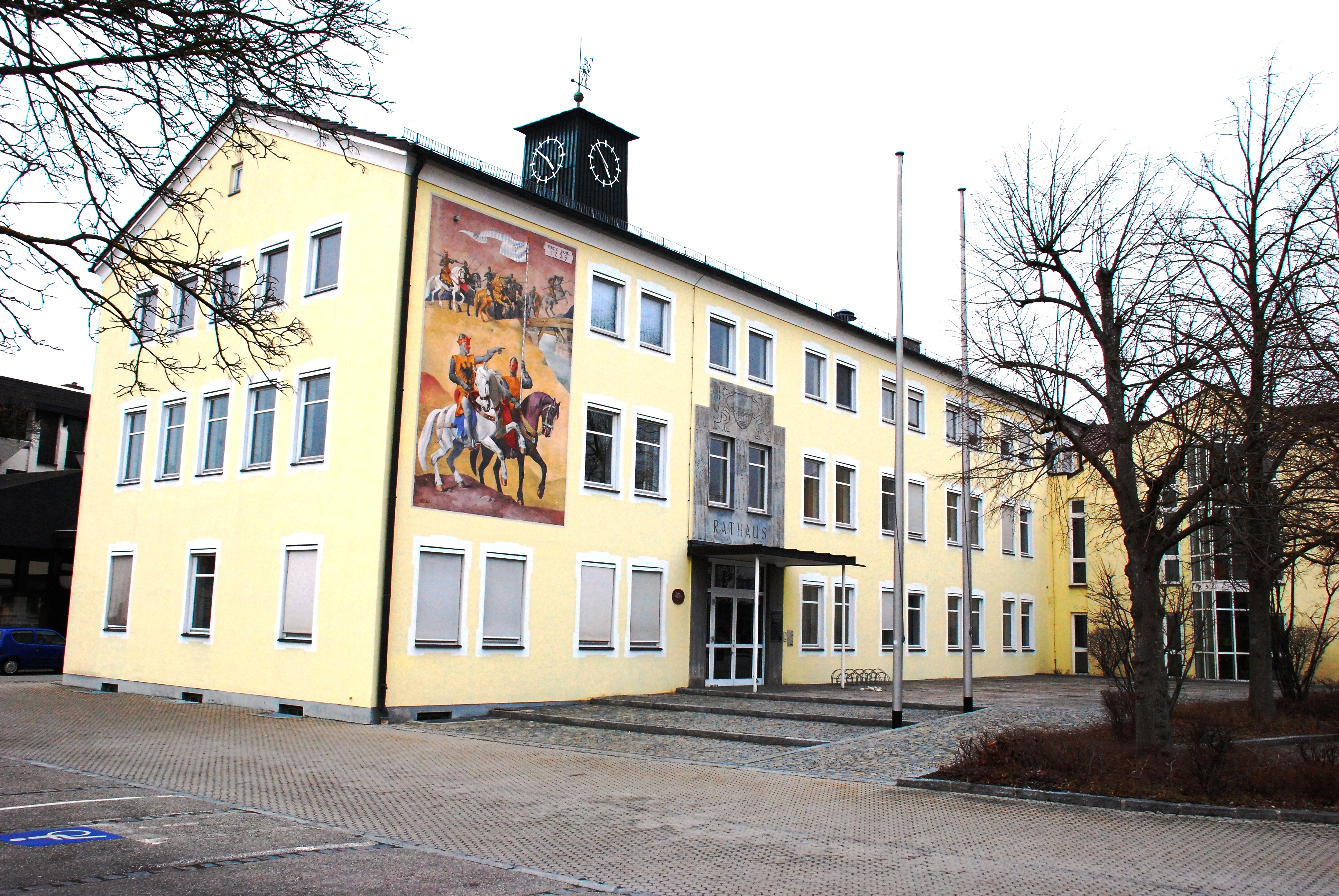
Municipio di Garching a.d.Alz
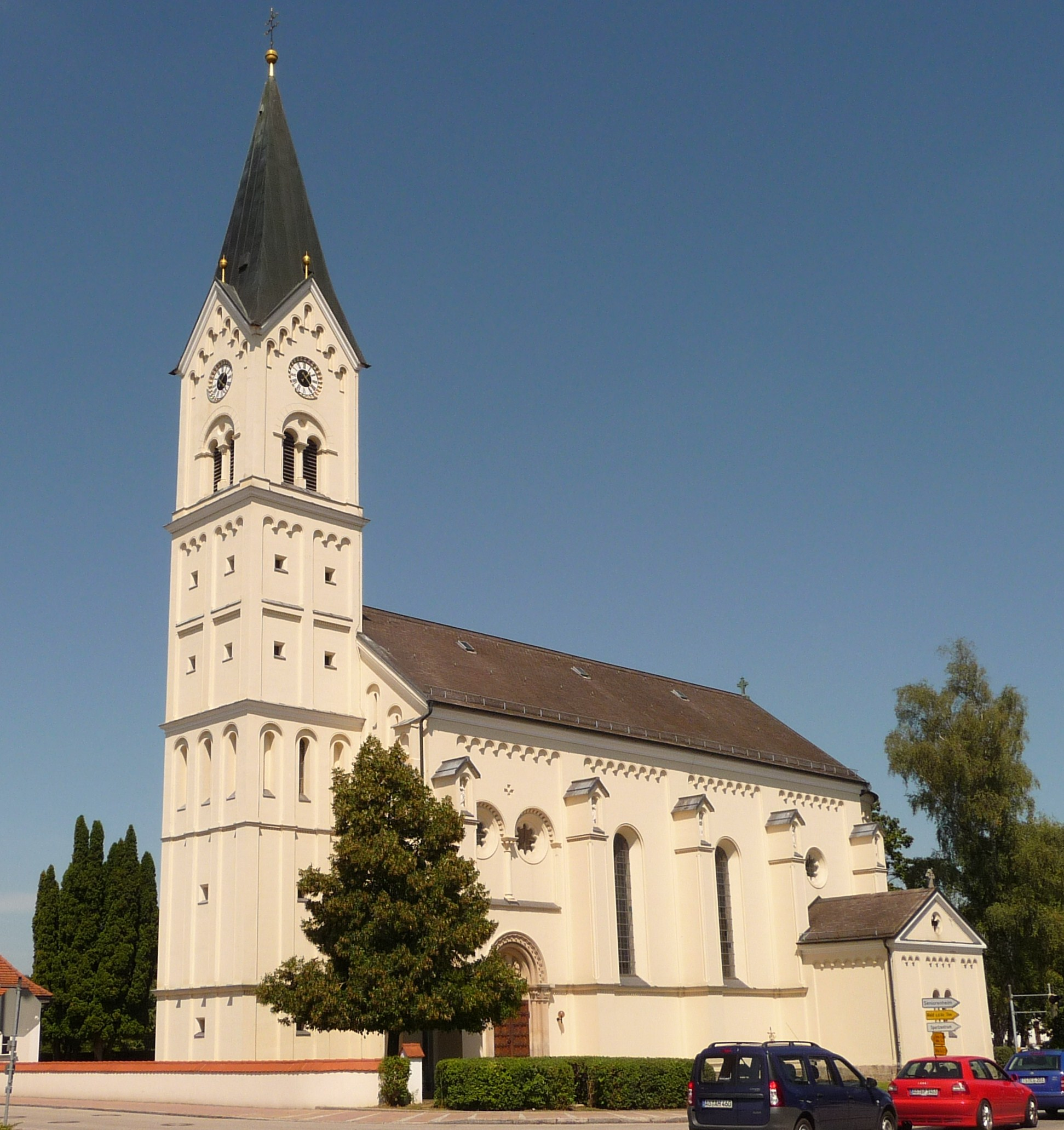
La chiesa parrocchiale di San Nicola
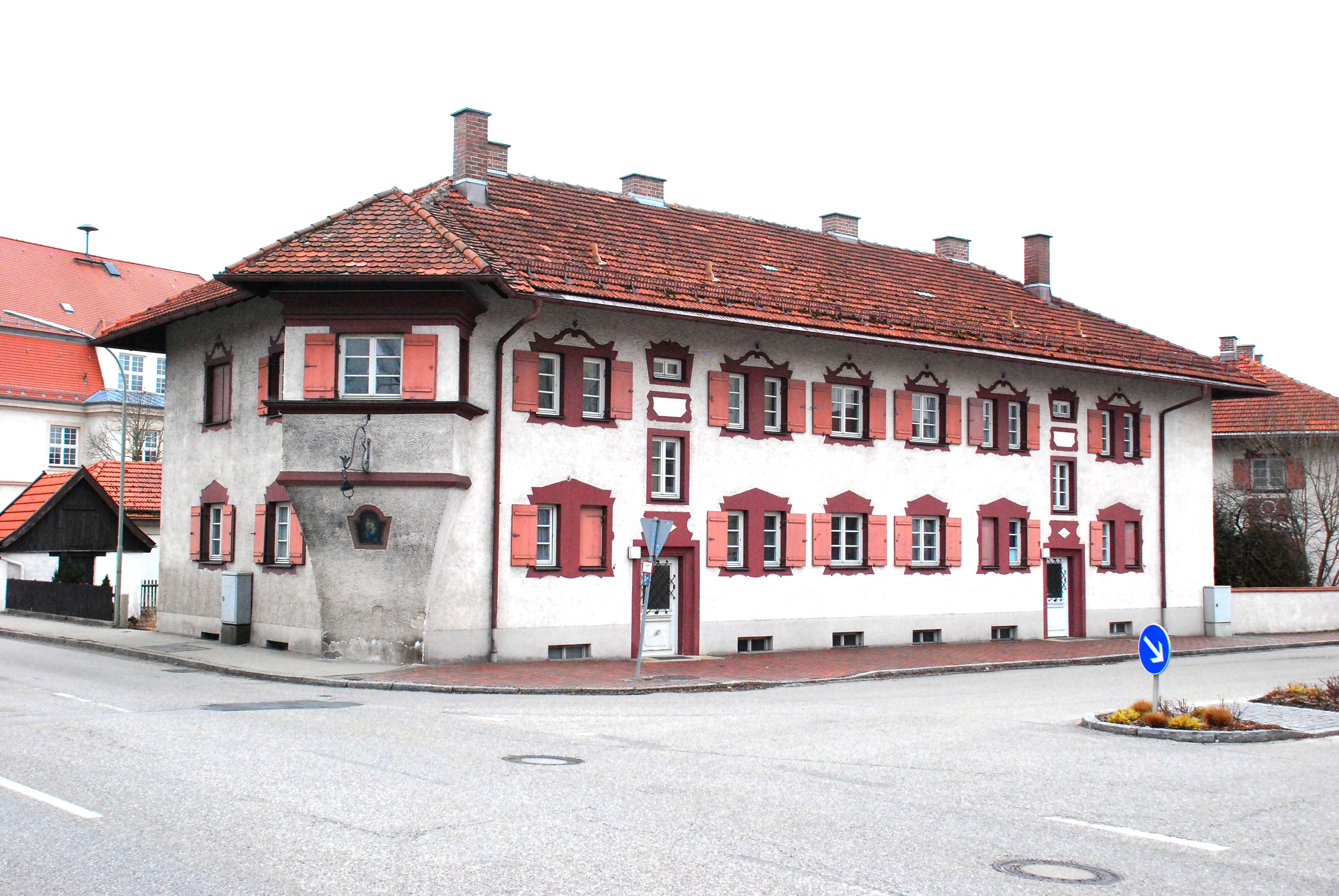
Casa di civile abitazione
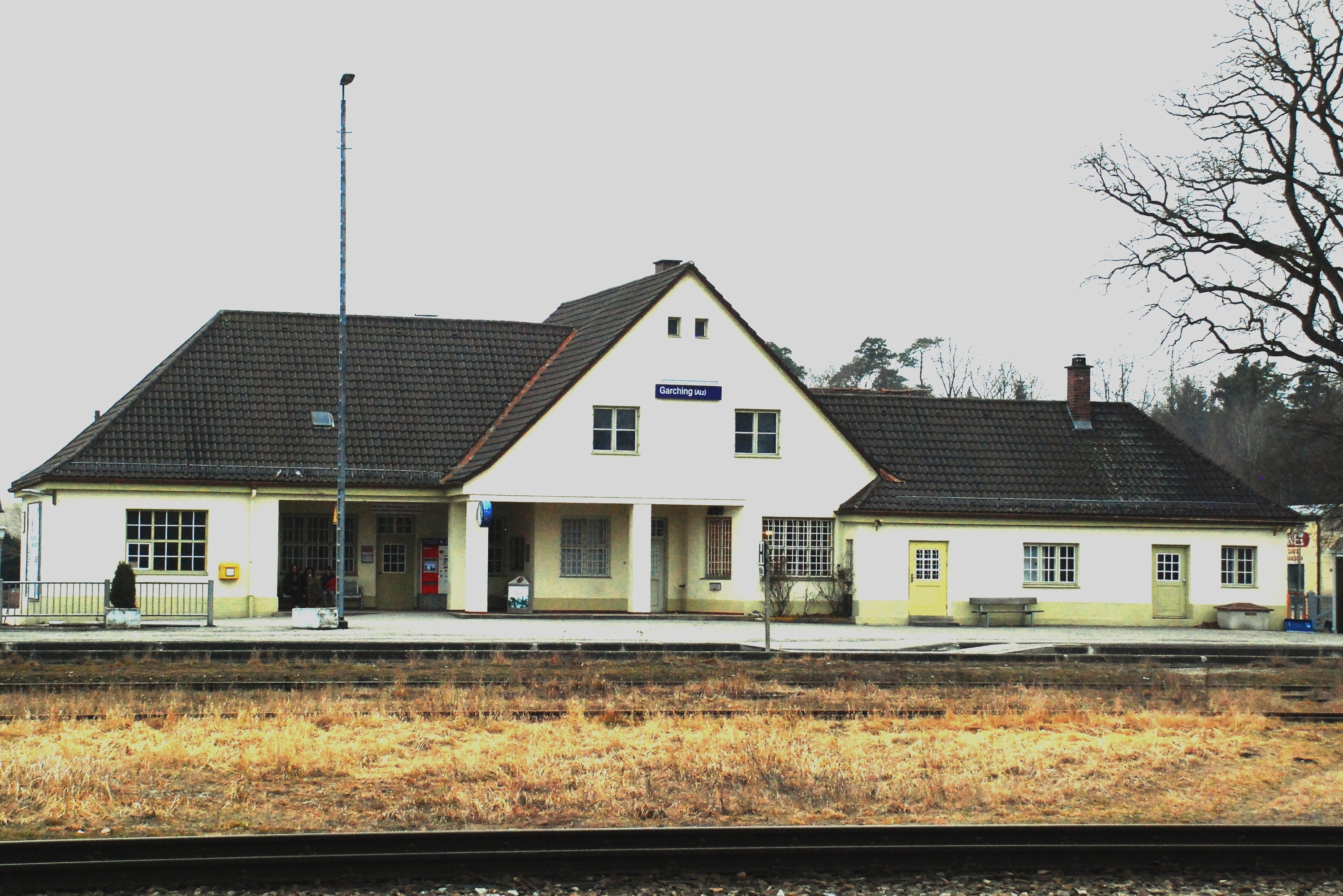
La stazione ferroviaria